# Özer Hurmacı
Özer Hurmacı (* 20. November 1986 in Kassel) ist ein deutsch-türkischer Fußballspieler. Er ist beidfüßig und spielt im Offensiven Mittelfeld und auf den Außenflügeln. 

## Karriere

### Verein
Özer Hurmacı wurde in Kassel geboren und verbrachte seine Jugendkarriere in Deutschland. Er spielte für die Jugendmannschaften von Fortuna Kassel und KSV Baunatal. Sein erstes Profijahr absolvierte er bei Ankaraspor in der Saison 2004/05. Zu dieser Zeit war Ankaraspor ein Neuling der Süper Lig. Nach seinem ersten Jahr in Ankara wurde Hurmacı an Keçiörengücü verliehen. Die Laufzeit seiner Leihfrist betrug eine Spielzeit. Seit seiner Rückkehr von Keçiörengücü war er Stammspieler im Mittelfeld von Ankaraspor. Zur Saison 2009/10 wechselte Hurmacı zu Fenerbahçe Istanbul.
Hurmacı arbeitete vorher bei Ankaraspor mit seinem Trainer Aykut Kocaman, der ihn in Deutschland entdeckt hatte. In der Saison 2010/2011 erlitt er einen Mittelfußbruch, wodurch er in dieser Spielzeit nur zu 14 Einsätzen kam, wobei er nur in einem Spiel über die gesamte Spielzeit auf dem Platz stand.
Zur Saison 2012/13 löste er sein Vertrag mit Fenerbahçe Istanbul auf und wechselte zum Aufsteiger Kasımpaşa Istanbul. Hier etablierte er sich auf Anhieb zum Leistungsträger und war mit seinen sechs Ligatoren und etlichen Vorlagen dafür mitverantwortlich, dass sein Klub zum Saisonende mit 6. Tabellenplatz die beste Erstligaplatzierung der Vereinsgeschichte erreicht hatte. In den ersten Spieltagen der Saison 2013/14 wurde Hurmacı wegen undiszipliniertem Verhalten vom Vereinsvorstand aus dem Mannschaftskader suspendiert.
Im Januar 2014 wurde er für 1½ Jahre an den Ligarivalen Trabzonspor ausgeliehen. Zur Saison 2015/16 verpflichtete dieser Klub ihn samt Ablöse. Nachdem er hier mehrmals aus dem Mannschaftskader suspendiert worden war, wurde sein noch bis ins Jahr 2018 gültiger Vertrag im Sommer 2016 aufgelöst.
Am letzten Tag der Sommertransferperiode 2016/17 wurde er vom Erstligisten Akhisar Belediyespor verpflichtet. Bei diesem Verein fand er allmählich zu alter Form zurück und beendete seine erste Saison mit 5 Toren in 29 Ligaspielen. Im Sommer 2017 wechselte er innerhalb der Liga zu Osmanlıspor FK, jenem Verein bei dem 2005 seine Profikarriere startete und der sich damals noch Ankaraspor nannte. Nach einer Saison verließ Hurmacı Osmanlıspor FK und wechselte zu Büyükşehir Belediye Erzurumspor. Auch bei diesem Verein spielte er nuzr eine kurze Zeit und zog bereits nach einer halben Saison zum Ligarivalen Sivasspor weiter. Bereits nach zum Saisonende verließ er diesen Verein und heuerte zur Saison beim Zweitligisten Bursaspor an.

### Nationalmannschaft
Für die U-21 Türkei hat er 19 Spiele absolviert und 1 Tor erzielt.
Sein erstes Pflichtspiel für die A-Nationalmannschaft machte er am 8. Oktober 2010 gegen sein Geburtsland Deutschland. Bei seiner Nominierung profitierte er von einigen vorausgegangenen Verletzungen und konnte somit in den Kader nachrücken.

## Trivia
- Er ist der Neffe von Lemi Çelik, einem ehemaligen Spieler von Trabzonspor.